# 科贊

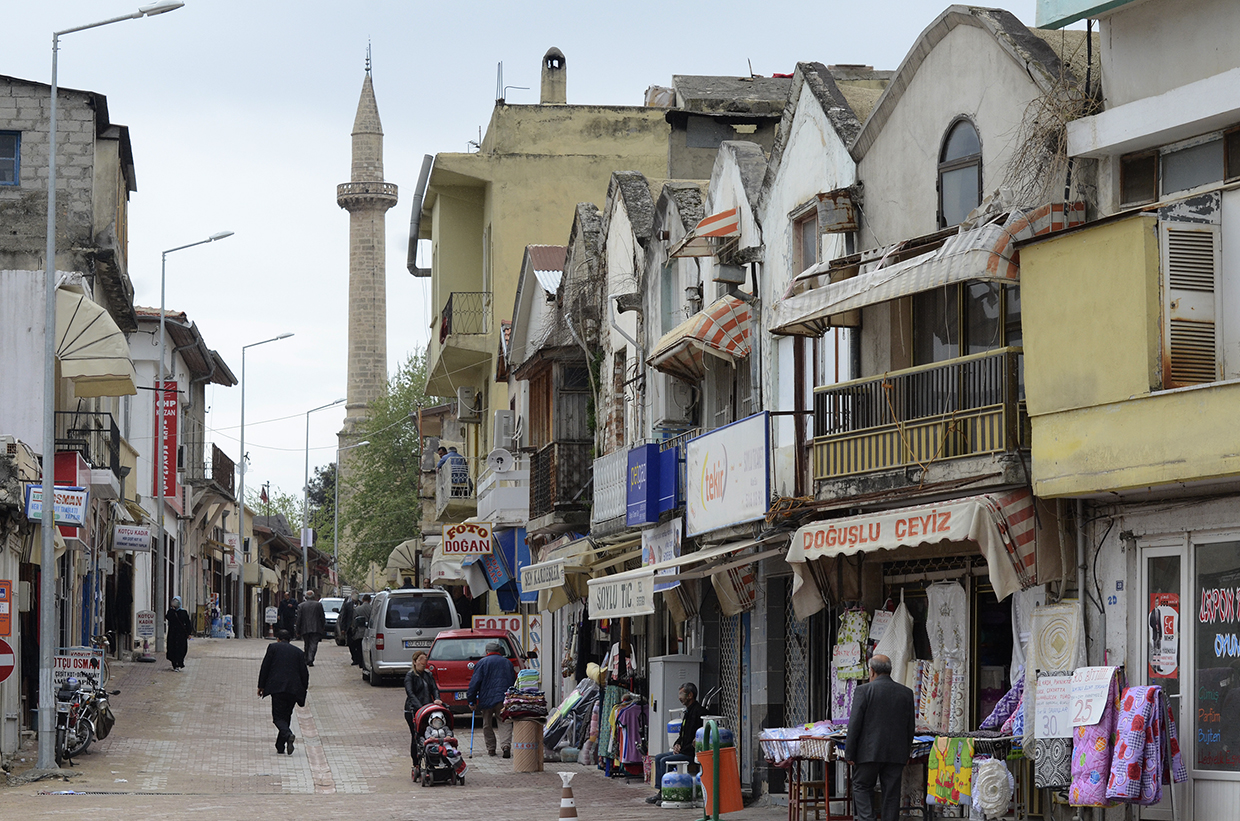
科贊街景

科贊是土耳其的城鎮，由阿達納省負責管轄，位於該國南部，距離首府阿達納68公里，面積1,690平方公里，海拔高度120米，2010年人口76,864，居民信奉伊斯蘭教。

## 外部連結
- Armenian History and Presence in Sis （页面存档备份，存于）
- Many pictures of the town and the castle （页面存档备份，存于）